# Wassertorstraße 1 (Gernrode)

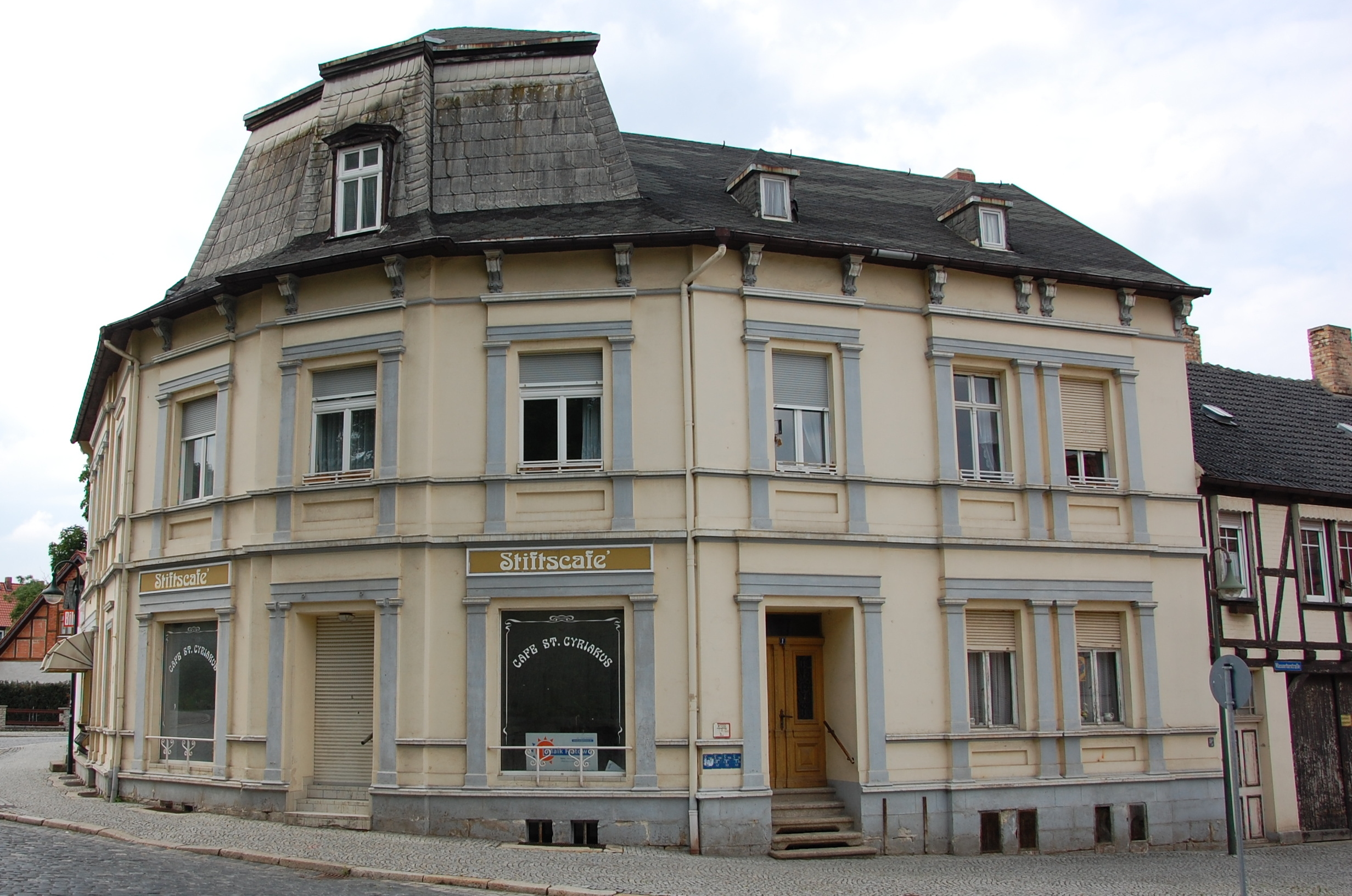
Haus Wassertorstraße 1

Das Haus Wassertorstraße 1 ist ein denkmalgeschütztes Gebäude in dem zur Stadt Quedlinburg in Sachsen-Anhalt gehörenden Ortsteil Stadt Gernrode.

## Lage
Es befindet sich nordwestlich der Gernröder Altstadt in einer Ecksituation an der Einmündung der Wassertorstraße auf die Clara-Zetkin-Straße und ist im örtlichen Denkmalverzeichnis als Wohn- und Geschäftshaus eingetragen.

## Architektur und Geschichte
Das zweigeschossige Gebäude entstand im Stil des Spätklassizismus. Die Ecksituation wird durch einen Aufbau in Form eines Mansarddachs betont. Auf der Ostseite zur Wassertorstraße hin besteht ein im 19. Jahrhundert in Fachwerkbauweise entstandener Wirtschaftsbau.